# 莉莲·博德
莉莲·博德（英語：Lillian Board，1948年12月13日—1970年12月26日），生于南非德班，英国女子田径运动员，主攻短跑。她曾代表英国参加1968年夏季奥林匹克运动会田径比赛，获得女子400米银牌。